# Calciatore dell'anno (Cile)
Il calciatore cileno dell'anno è un premio calcistico assegnato dal Círculo de Periodistas de Chile con cadenza annuale a giocatori del campionato cileno di calcio. Nel 2015 il premio è divenuto internazionale, poiché dato a Claudio Bravo militante nel campionato spagnolo, al Barcellona.

## Albo d'oro
| 1982 | Mario Soto            | Cobreloa             |
| 1983 | Miguel Ángel Neira    | Universidad Católica |
| 1984 | Lizardo Garrido       | Colo-Colo            |
| 1985 | Rafael González       | Colo-Colo            |
| 1986 | Oscar Fabbiani        | CD Palestino         |
| 1987 | Jaime Pizarro         | Colo-Colo            |
| 1988 | Jaime Pizarro         | Colo-Colo            |
| 1989 | Héctor Hoffens        | Universidad de Chile |
| 1990 | Iván Zamorano         | Cobresal             |
| 1991 | Mario Osbén           | Cobreloa             |
| 1992 | Juan Covarrubias      | Cobreloa             |
| 1993 | Jorge Contreras       | Colo-Colo            |
| 1994 | Alberto Acosta        | Universidad Católica |
| 1995 | Cristian Traverso     | Universidad de Chile |
| 1996 | Sebastián Rozental    | Universidad Católica |
| 1997 | Marcelo Salas         | River Plate          |
| 1998 | Marcelo Salas         | Lazio                |
| 1999 | Pedro González        | Universidad de Chile |
| 2000 | Sergio Vargas         | Universidad de Chile |
| 2001 | Jaime Riveros         | Santiago Wanderers   |
| 2002 | Miguel Ramírez        | Universidad Católica |
| 2003 | Rodrigo Meléndez      | Cobreloa             |
| 2004 | Luis Fuentes          | Cobreloa             |
| 2005 | José Luis Sierra      | Unión Española       |
| 2006 | Matías Fernández      | Colo-Colo            |
| 2007 | Carlos Villanueva     | Audax Italiano       |
| 2008 | Gary Medel            | Universidad Católica |
| 2009 | Claudio Bravo         | Real Sociedad        |
| 2010 | Rodrigo Millar        | Colo-Colo            |
| 2011 | Eduardo Vargas        | Universidad de Chile |
| 2012 | Charles Aránguiz      | Universidad de Chile |
| 2013 | Cristopher Toselli    | Universidad Catòlica |
| 2014 | Jaime Valdés          | Colo Colo            |
| 2015 | Claudio Bravo         | Barcellona           |
| 2016 | Arturo Vidal          | Bayern München       |
| 2017 | Jaime Valdés          | Colo-Colo            |
| 2016 | Arturo Vidal          | Bayern München       |
| 2018 | Esteban Paredes       | Colo-Colo            |
| 2019 | José Pedro Fuenzalida | Universidad Católica |